# Lijst van burgemeesters van Huisseling en Neerloon
Dit is een lijst van burgemeesters van de voormalige Nederlandse gemeente Huisseling en Neerloon tot die gemeente in 1923 opging in de gemeente Ravenstein.
| Ambtsperiode | Naam burgemeester                         | Partij of stroming | Bijzonderheden                  |
| ------------ | ----------------------------------------- | ------------------ | ------------------------------- |
| 1811 - 1828  | Jacques Bruijsten                         |                    | maire/schout/burgemeester       |
| 1828 - 1862  | Jan Wouter Kocken                         |                    |                                 |
| 1862 - 1868  | Johannes Wilhelmus van Asten              |                    |                                 |
| 1868 - 1869  | Antonius van den Bogaard                  |                    | waarnemend                      |
| 1869 - 1907  | Gerardus Joannes Franciscus van den Oever |                    |                                 |
| 1907 - 1923  | Albertus (A.) van de Wiel                 |                    | veel bijfuncties zoals organist |